# Alberto Bouché
Alberto Bouché fue un futbolista argentino que se desempeñaba como half izquierdo. Surgió de las divisiones inferiores de Tigre y se destacó en Estudiantes de La Plata durante los años 1940 y 1950, donde formó junto a Walter Garcerón y Luis Villa, la renombrada línea defensiva que, merced a su buen juego se ganaron un lugar grande en la historia Pincharrata. 
| [[File:Alberto Bouché (Estudiantes). - El Gráfico 1463.jpg\|212px\|alt={{{Alt\|{{{descripción}}}]] | [[File:Alberto Bouché (Estudiantes LP) - El Gráfico 1865.jpg\|202px\|alt={{{Alt\|{{{descripción}}}]] |
| 25 de julio de 1947.                                                                               | 13 de mayo de 1955.                                                                                  |
| Alberto Bouché en producciones de la revista El Gráfico.                                           | |

## Trayectoria
| Equipo                  | País      | Período   |
| ----------------------- | --------- | --------- |
| Estudiantes de La Plata | Argentina | 1946-1952 |
| Independiente           | Argentina | 1952-1953 |
| Estudiantes de La Plata | Argentina | 1954-1955 |

## Palmarés

### Campeonatos nacionales
| Título               | Club                    | País      | Año  |
| -------------------- | ----------------------- | --------- | ---- |
| Copa de la República | Estudiantes de La Plata | Argentina | 1245 |
| Primera B            | Estudiantes de La Plata | Argentina | 1954 |

### Campeonatos oficiales no regulares
| Título             | Club  | País      | Año  |
| ------------------ | ----- | --------- | ---- |
| Torneo Preparación | Tigre | Argentina | 1944 |